# یلاچا
یلاچا (به صربی: Jelača) یک منطقهٔ مسکونی در صربستان است که در پریبوی واقع شده‌است. یلاچا ۲۵۴ نفر جمعیت دارد.